# 中國醫療網絡
中國醫療網絡有限公司，簡稱中國醫療網絡（英語：China Medical & HealthCare Group Limited，港交所：383），在1998年8月2日，由星光電訊國際控股有限公司更名而來，現時業務為主要投資各類企業，包括亞太資源有限公司、Mabuhay Holdings Corporation，以及Extra Earn Holdings Limited。
該公司前身為「中國網絡（百慕達）有限公司」和「中國網絡資本有限公司」。主席為莊舜而，總部位於香港灣仔駱克道333號中國網絡中心47字樓。

## 連結
- COLCapital.com.hk（页面存档备份，存于）